# بوتيفل
بوتيفل هي مدينة من مدن أوكرانيا. يبلغ عدد سكانها 20000 نسمة وذلك حسب إحصائيات سنة 2004. يبلغ ارتفاع المدينة عن سطح البحر قرابة 177 متر. تبلغ مساحتها 8.5 كم².

## معرض صور

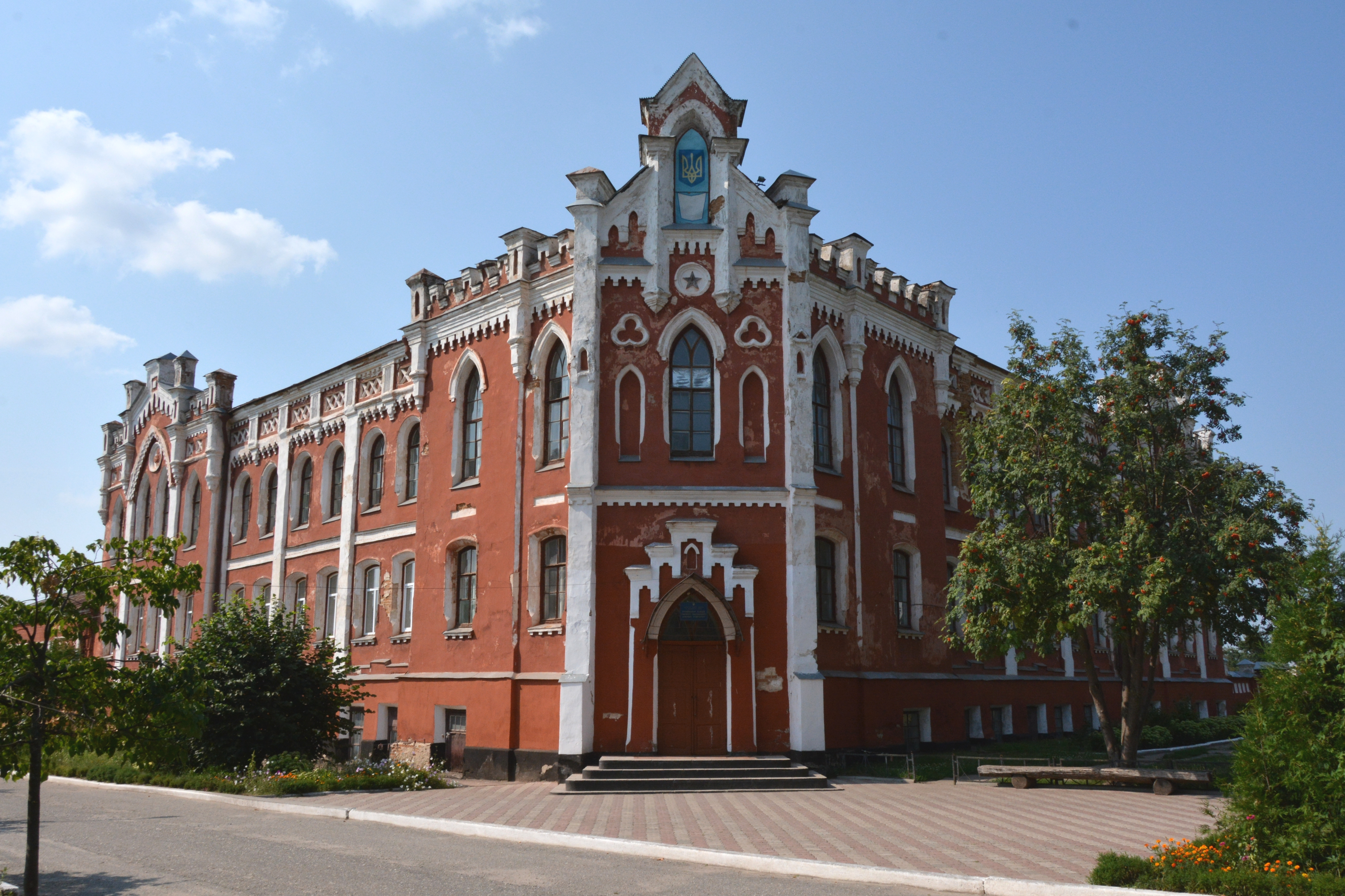
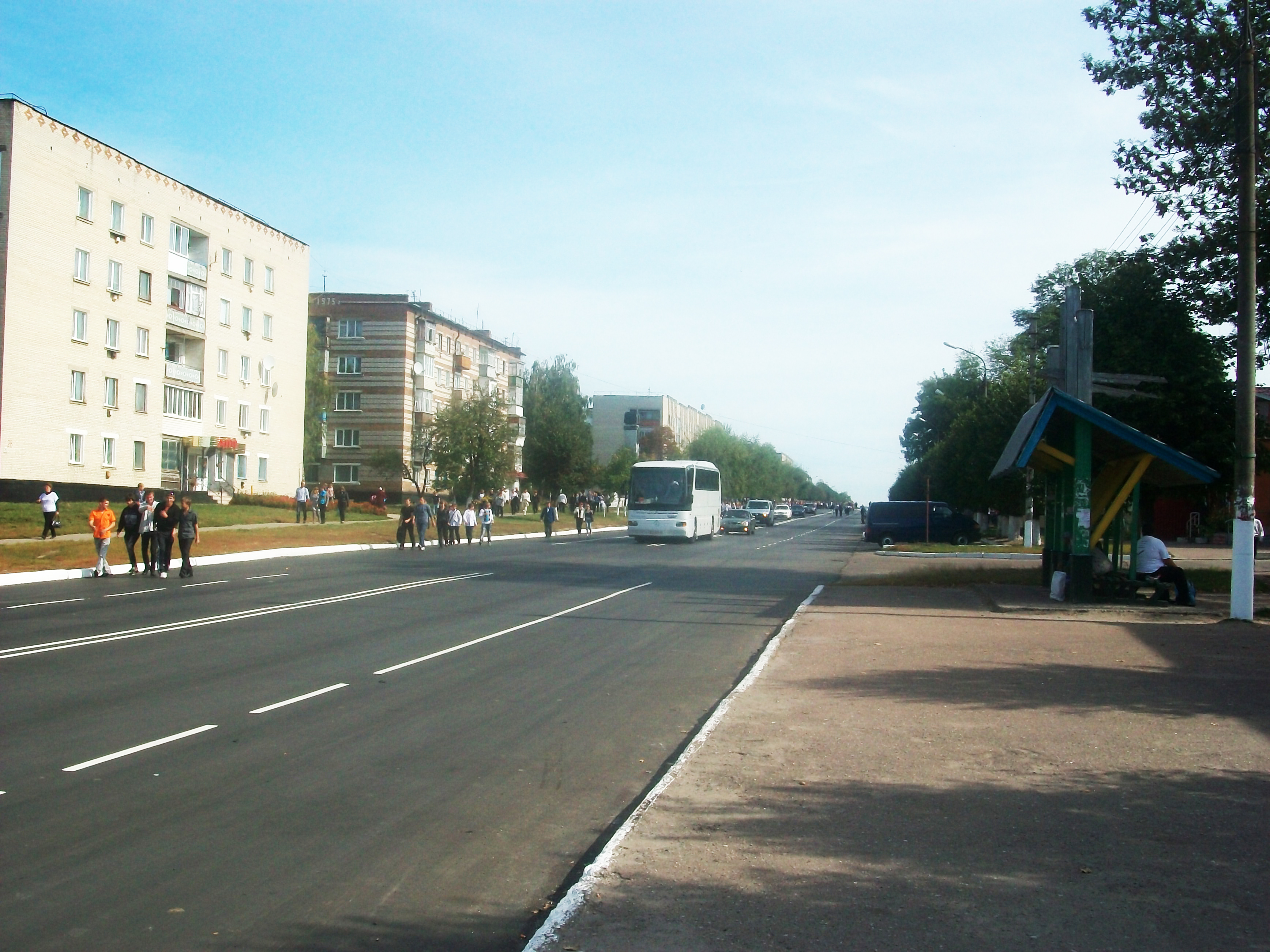
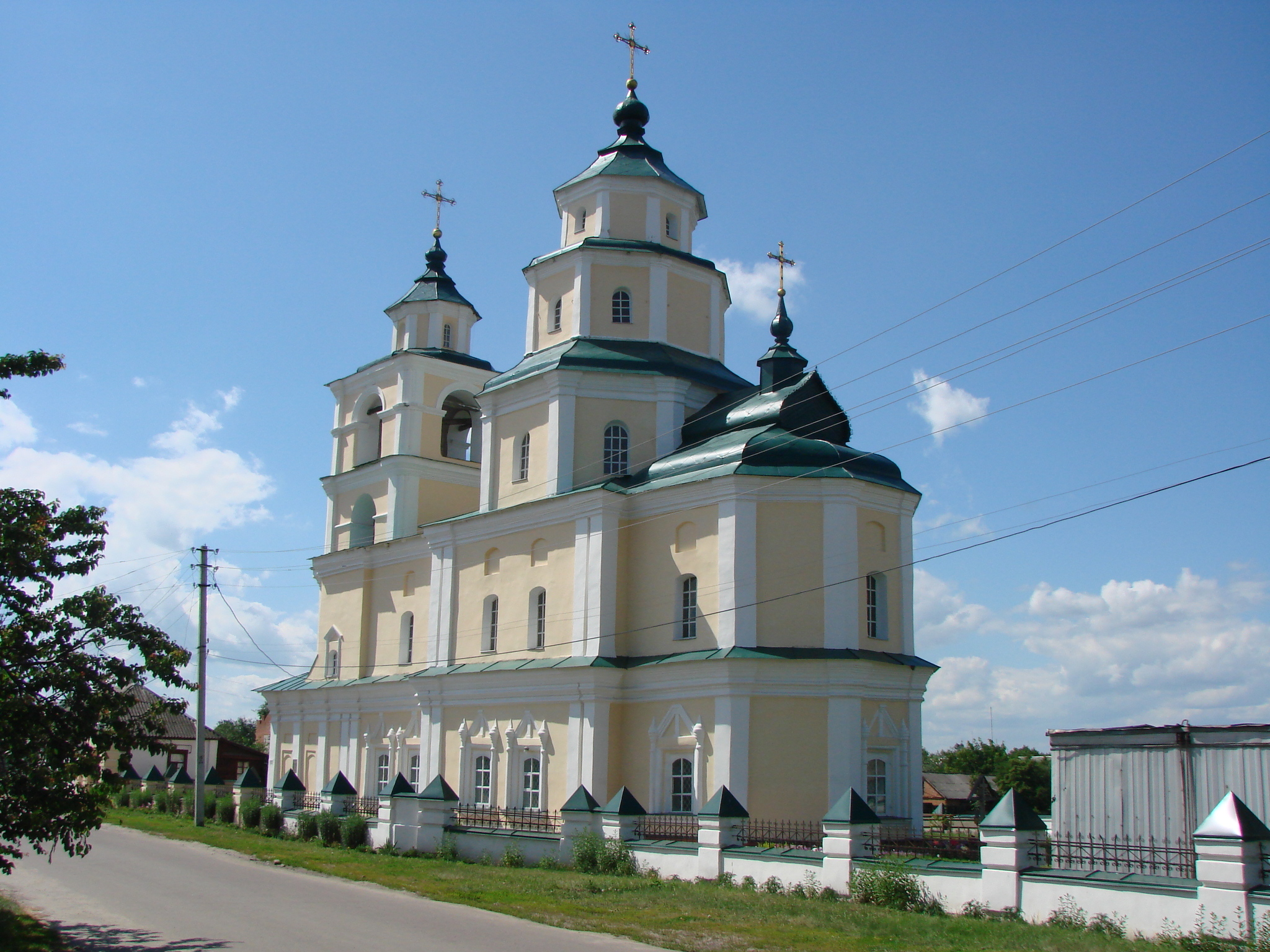
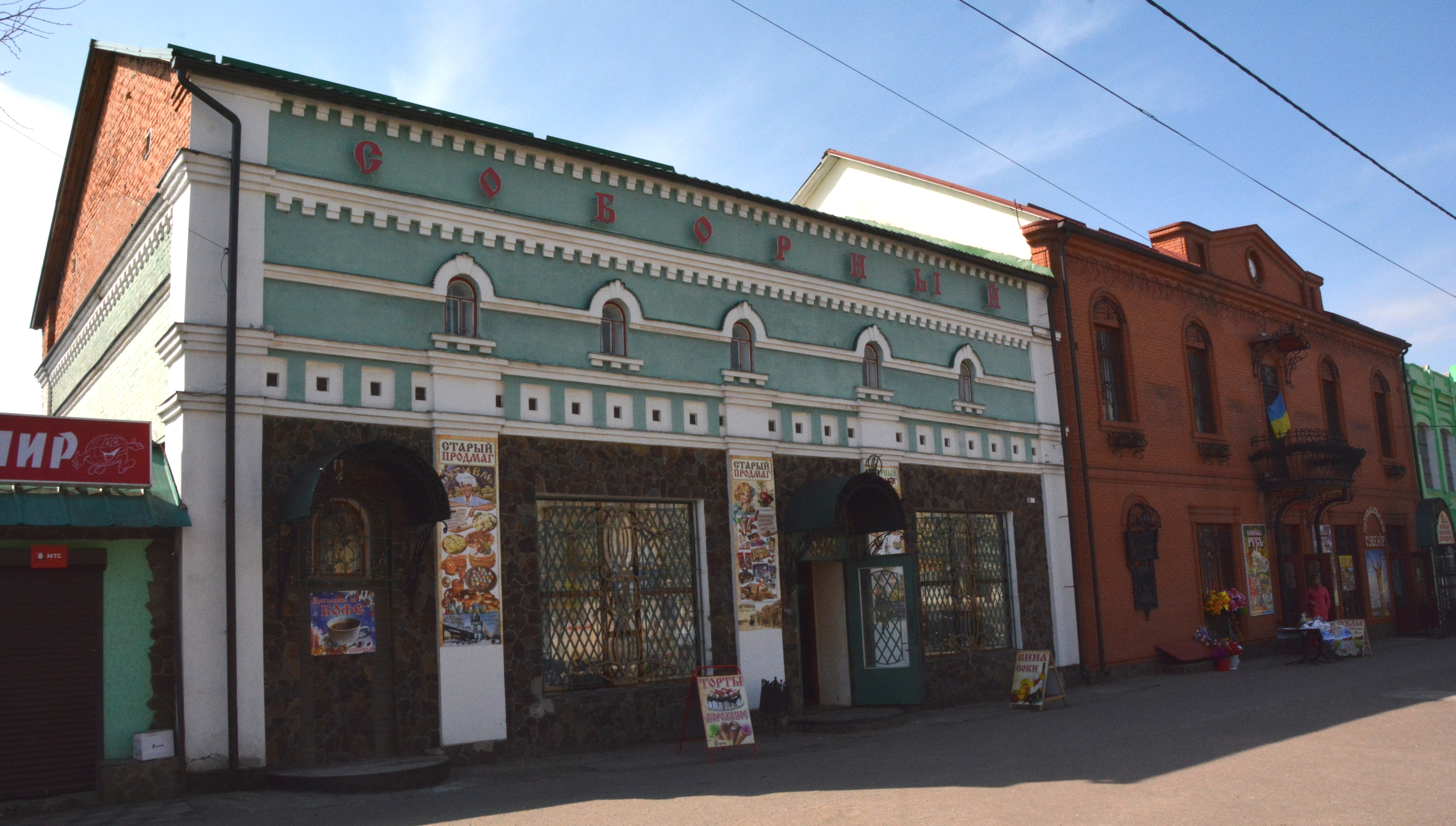
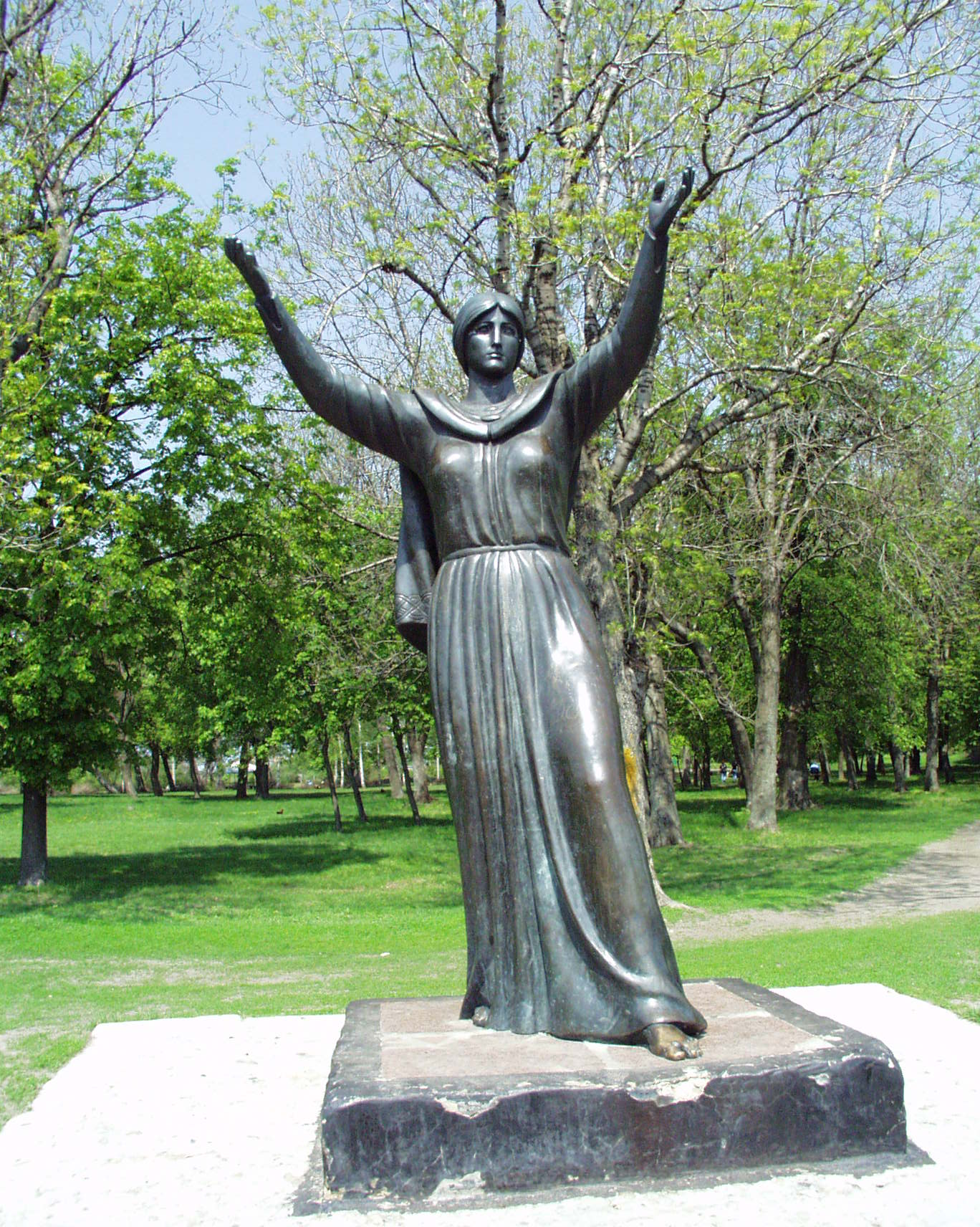
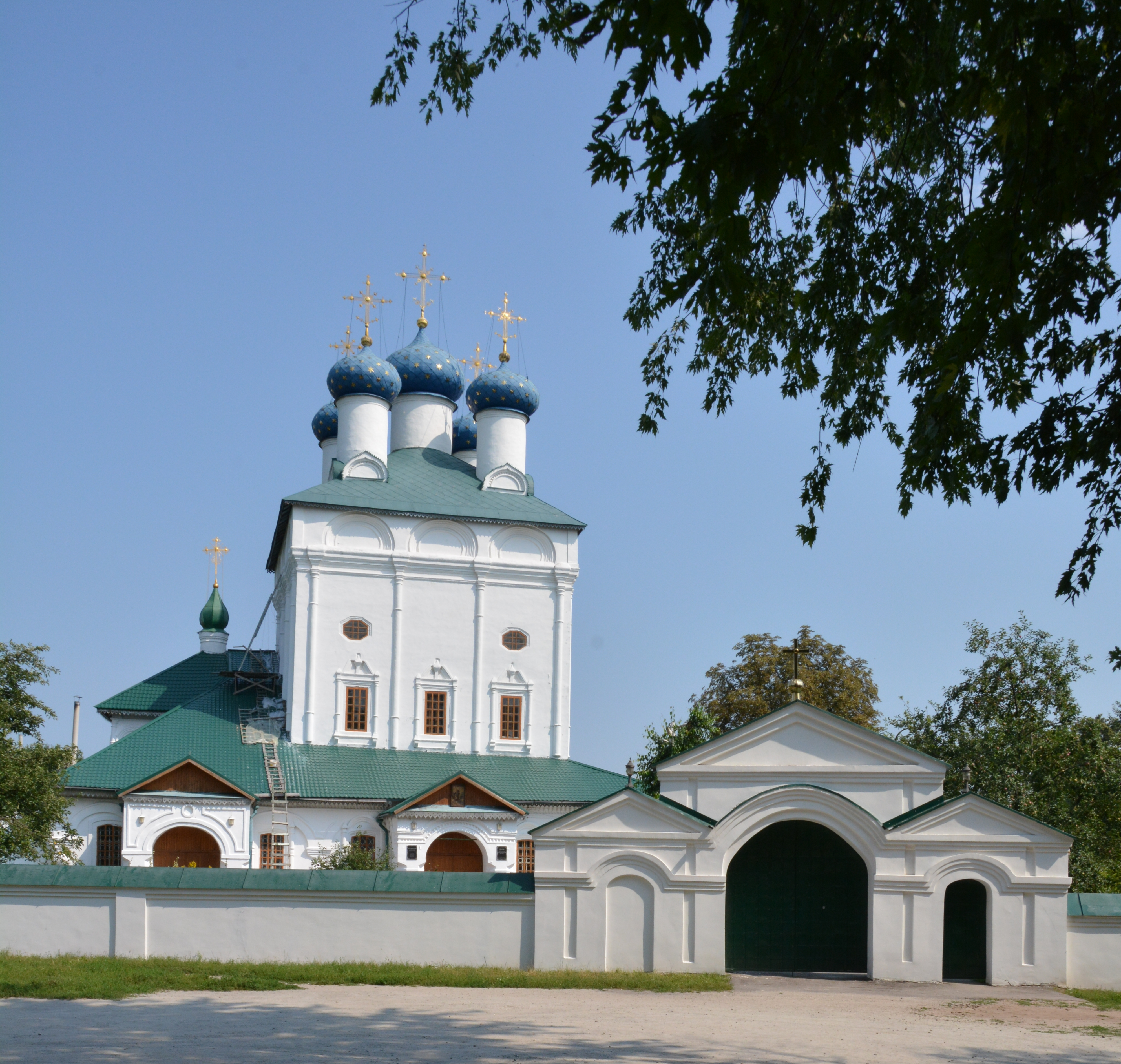